# Rivière du Premier Rang
La rivière du Premier Rang est un affluent de la rive ouest de la rivière Jean-Noël coulant sur la rive nord du fleuve Saint-Laurent, dans les municipalités de Saint-Hilarion et des Éboulements, dans la MRC de Charlevoix, dans la région administrative de la Capitale-Nationale, dans la province de Québec, au Canada.
La partie sud de cette petite vallée est accessible par le chemin du 1er Rang de Saint-Hilarion et le chemin du rang Saint-Nicolas (côté sud de la rivière) des Éboulements. La partie supérieure est desservie par le Chemin Principal de Saint-Hilarion et le chemin des Pins. La sylviculture constitue la principale activité économique de cette vallée ; les activités récréotouristiques, en second.
La surface de la rivière du Premier Rang est généralement gelée du début de décembre jusqu'à la fin de mars ; toutefois la circulation sécuritaire sur la glace se fait généralement de la mi-décembre à la mi-mars. Le niveau de l'eau de la rivière varie selon les saisons et les précipitations ; la crue printanière survient en mars ou avril.

## Géographie
La rivière du Premier Rang prend sa source du Lac aux Bois Verts (longueur : 0,6 km ; altitude : 347 m), situé du côté sud de la route 138, en zone forestière. Ce lac comporte deux grandes îles qui le sépare en deux, formant presque un grand U ouvert vers l'ouest. Ce petit lac est situé à :
- 3,0 km au nord-est du centre du village de Saint-Hilarion ;
- 4,4 km au nord-ouest de l'embouchure de la rivière du Premier Rang.
- 12,5 km à l'ouest du centre-ville de Saint-Irénée ;
- 14,2 km au nord-ouest de l'Anse de la Grosse Roche sur la rive nord-ouest du fleuve Saint-Laurent ;
- 17,8 km au sud-ouest du centre-ville de La Malbaie ;
- 19,7 km au nord du centre-ville de Baie-Saint-Paul[1].

À partir de cette source, le cours de la rivière du Premier Rang descend sur 9,3 km sur un plateau agricole et forestier, avec une dénivellation de 37 m, selon les segments suivants :
- 1,3 km vers le sud en formant un crochet vers l'ouest, jusqu'à un ruisseau (venant de l'ouest) ;
- 1,1 km vers l'est en coupant le chemin Principal, en recueillant un ruisseau (venant du sud-ouest) formant un crochet vers le nord jusqu'à un ruisseau (venant du nord-est) ;
- 2,1 km vers le sud-est, jusqu’au chemin du Premier Rang ;
- 4,8 km vers le sud en serpentant grandement en début de segment, en recueillant un ruisseau (venant de l'ouest), courbant vers le sud-est, puis remontant vers le nord-est en serpentant en fin de segment, jusqu'à son embouchure[1].

La rivière du Premier Rang se déverse sur la rive ouest de la rivière Jean-Noël en zone forestière. Cette embouchure est située à :
- 4,8 km à l'est du centre du village de Saint-Hilarion ;
- 17,9 km au sud-ouest du centre-ville de La Malbaie ;
- 18,1 km au nord du centre-ville de Baie-Saint-Paul.

## Toponymie
L'origine de ce toponymie se réfère au fait que cette rivière coule en grande partie dans le territoire du Premier Rang de Saint-Hilarion.
Le toponyme "rivière du Premier Rang" a été officialisé le 29 mars 1989 à la Banque des noms de lieux de la Commission de toponymie du Québec.